# پایان زمان (ترانه)
«پایان زمان» (به انگلیسی: End of Time) تک‌آهنگی از هنرمند اهل ایالات متحده آمریکا بیانسه است که در ۲۸ مارس ۲۰۱۲ منتشر شد. این تک‌آهنگ در آلبوم ۴ (آلبوم بیانسه) قرار داشت.